# Name (Salyuの曲)
「name」（ネーム）は、Salyuの7枚目のシングルである。2006年9月6日発売。発売元はトイズファクトリー。

## 概要
- PV監督は丹下紘希。作詞・作曲は一青窈、小林武史、Salyu、ジョージ・ハリスン

## 収録曲
1. name（5:16）
作詞：一青窈、作曲：小林武史
2. 双曲線（4:54）
作詞：Salyu・小林武史、作曲：小林武史
3. Something (Live)（3:29）
作詞・作曲：ジョージ・ハリスン
ビートルズのカバー

## 収録アルバム
- 『TERMINAL』 (#1)
- 『Merkmal』 (#1)

## カバー
name
- 一青窈 - 2009年発売の14thシングル「うんと幸せ」に収録。